# Vaux-Rouillac
 Vaux-Rouillac  es una población y comuna francesa, en la región de Poitou-Charentes, departamento de Charente, en el distrito de Angoulême y cantón de Rouillac.

## Demografía
| 342 | 342 | 343 | 330 | 321 | 294 |
| Para los censos de 1962 a 1999 la población legal corresponde a la población sin duplicidades (Fuente: INSEE [Consultar]) |     |     |     |     |     |